# Epikard
Das Epikard (von altgriechisch επικάρδιον epicardion, lateinisch epicardium) ist die äußere, seröse, transparente Schicht der Herzwand. Der Begriff Epikard, früher auch (äußerer) Herzüberzug genannt, heißt wörtlich übersetzt auf dem Herzen. Das Epikard ist das Organblatt (Lamina visceralis) des Herzbeutels (Perikard). Das Epikard besteht aus einer einschichtigen Lage aus Mesothelzellen und einer subserösen Schicht aus Fett und Bindegewebe, in der auch die größeren Herzgefäße verlaufen. Das Epikard ist dabei fest entweder direkt oder indirekt über das Fettgewebe mit der Muskelschicht (Myokard) verbunden.
Epikard und das Wandblatt (Lamina parietalis) des Perikards umschließen einen schmalen abgeschlossenen Hohlraum, die Herzbeutel- oder Perikardhöhle (Cavum pericardii). In diesen Spaltraum sondert das Epikard eine geringe Menge (beim Menschen etwa 20 ml) klarer Flüssigkeit ab, die Herzbeutelflüssigkeit (Liquor pericardii). Diese dient als Gleitfilm während der Herzaktion und reduziert die Reibung zwischen den beiden Blättern des Herzbeutels auf ein Minimum. Die Umschlagstelle zwischen Epikard und Perikard umschließt links Aorta ascendens und Truncus pulmonalis, rechts Vena cava superior und inferior sowie die Lungenvenen.